# همینگوی (کارولینای جنوبی)
همینگوی(به انگلیسی: Hemingway) شهری در ایالت کارولینای جنوبی کشور ایالات متحده آمریکا است که جمعیت آن در سرشماری سال ۲۰۱۰ میلادی، ۴۵۹ نفر بوده‌است.